# Лідс (Північна Дакота)
Лідс (англ. Leeds) — місто (англ. city) в США, в окрузі Бенсон штату Північна Дакота. Населення — 442 особи (2020).

## Географія
Лідс розташований за координатами 48°17′21″ пн. ш. 99°26′22″ зх. д. / 48.28917° пн. ш. 99.43944° зх. д. (48.289047, -99.439516).  За даними Бюро перепису населення США в 2010 році місто мало площу 1,16 км², уся площа — суходіл.

## Демографія
Згідно з переписом 2010 року, у місті мешкало 427 осіб у 201 домогосподарстві у складі 118 родин. Густота населення становила 367 осіб/км².  Було 266 помешкань (229/км²).
Расовий склад населення:
| - 97,4 % — білих - 1,4 % — корінних американців |

До двох чи більше рас належало 1,2 %. Частка іспаномовних становила 0,9 % від усіх жителів.
За віковим діапазоном населення розподілялося таким чином: 20,8 % — особи молодші 18 років, 52,0 % — особи у віці 18—64 років, 27,2 % — особи у віці 65 років та старші. Медіана віку мешканця становила 50,6 року. На 100 осіб жіночої статі у місті припадало 101,4 чоловіків;  на 100 жінок у віці від 18 років та старших — 97,7 чоловіків також старших 18 років.
Середній дохід на одне домашнє господарство  становив 68 408 доларів США (медіана — 51 932), а середній дохід на одну сім'ю — 92 412 долари (медіана — 64 485). Медіана доходів становила 49 091 долар для чоловіків та 30 208 доларів для жінок. За межею бідності перебувало 12,4 % осіб, у тому числі 11,3 % дітей у віці до 18 років та 14,5 % осіб у віці 65 років та старших.
Цивільне працевлаштоване населення становило 254 особи. Основні галузі зайнятості: освіта, охорона здоров'я та соціальна допомога — 24,8 %, фінанси, страхування та нерухомість — 14,6 %, сільське господарство, лісництво, риболовля — 13,0 %, публічна адміністрація — 12,2 %.